# Санчес, Мари
Мари Санчес (исп. Mari Leivis Sánchez Periñán; род. 8 октября 1991, Турбо, Антьокия) — колумбийская тяжелоатлетка. Серебряный призёр летних Олимпийских игр 2024 года. Призёр Панамериканских игр 2023 года, трёхкратный призёр Панамериканских чемпионатов.

## Карьера
В 2018 году принимала участие в чемпионате мира в Ашхабаде, в категории до 71 кг заняла итоговое 7 место с результатом 228 кг.
В 2020 году завоевала серебряную медаль на панамериканском чемпионате по тяжёлой атлетике в Санто-Доминго. Этот успех повторила в 2022 и в 2024 году.
В 2022 году на мировом первенстве в Боготе, Мари Санчес стала шестой в весовой категории до 71 кг с результатом 244 кг. Через год в Саудовской Аравии она была седьмой с результатом 240 кг.
На Панамериканских играх 2023 года в Сантьяго завоевала серебряную медаль.
На летних Олимпийских играх 2024 года Мари выступала в весовой категории до 71 кг среди женщин и завоевала серебряную медаль. Подняла вес 257 килограммов по сумме двух упражнений.

## Спортивные результаты
| Год  | Соревнование         | Место проведения | Весовая категория | Рывок  | Толчок | Сумма двоеборья | Место |
| 2018 | Чемпионат мира       | Ашхабад          | до 71 кг          | 103 кг | 125 кг | 228 кг          | 7     |
| 2022 | Чемпионат мира       | Богота           | до 71 кг          | 111 кг | 133 кг | 244 кг          | 6     |
| 2023 | Чемпионат мира       | Эр-Рияд          | до 71 кг          | 108 кг | 132 кг | 240 кг          | 7     |
| 2023 | Панамериканские игры | Сантьяго         | до 71 кг          | 112 кг | 134 кг | 246 кг          | 2     |
| 2024 | Олимпийские игры     | Париж            | до 71 кг          | 112 кг | 145 кг | 257 кг          | 1     |